# Halfaya
Halfaya (árabe: حلفايا, también escrito Helfaya) es una ciudad ubicada en el norte de Siria, administrativamente parte de la Gobernación de Hama, situada a unos 25 kilómetros al noroeste de Hama  localidades cercanas incluyen Mahardah y Shaizar al oeste, Al-Lataminah. y Kafr Zita al norte, Taybat Al-Imam y Suran al este, y Khitab Qamhana al sureste, Tayzin al sur y Maarzaf al sureste. De acuerdo con la Oficina Central de Siria de Estadísticas (CBS), Halfaya tenía una población de 21.180 en el censo de 2004. Es la mayor localidad del subdistrito de Mahardah, que contenía 21 localidades con una población total de 80.165 en 2004.

## Historia
En 1838, Halfaya fue clasificado por el académico Eli Smith como un pueblo musulmán. 
Al comienzo  del período de mandato francés en Siria, Halfaya era un pueblo con una población de aproximadamente 1.000 Musha '( "granjas colectiva"). Durante ese período, doce clanes llevan a cabo la administración colectiva de las 47 hectáreas que componían el pueblo, a pesar del hecho de que los títulos de propiedad inició la división de los terrenos e entre los titulares.
El 16 de diciembre de 2012, durante la Guerra Civil Siria, que comenzó a principios de 2011, los rebeldes de la oposición asaltaron puestos de control del Ejército sirio en los alrededores y Halfaya fue bombardeado por las fuerzas gubernamentales. Los combates y los bombardeos causaron la muerte de 23 civiles en la ciudad de acuerdo con el Observatorio Sirio para los Derechos Humanos (OSDH).  A los 18 rebeldes de diciembre de posiciones del ejército según los informes invadieron alrededor de Halfaya y obtuvieron el control sobre la ciudad.  Los rebeldes habían avanzado 40 kilómetros (25 millas) al sur de Maarrat al-Numan y Jisr ash-Shugour, encontrando poca resistencia.  
El 19 de mayo de 2013, el Ejército sirio tomó el control de Halfaya después de que fuerzas rebeldes se retiraron de la ciudad.

## Conquista Rebelde y Reconquista Gubernamental
Varios grupos rebeldes sirios se hicieron el 29 de agosto de 2016 con el control de la localidad de Halfaya, ubicada en la provincia de Hama (centro), tras combates con milicias progubernamentales. El 23 de abril de 2017 las fuerzas gubernamentales volvieron a retomar la ciudad.